# Achterbahn (Album)
Achterbahn ist das zwölfte Studioalbum der deutschen A-cappella-Gruppe Wise Guys. Es erschien am 26. September 2014 über Polydor (Universal Music).

## Inhalt und Stil
Der Titel Achterbahn wurde gewählt, weil die Lieder von verschiedenen, ganz unterschiedlichen Lebenslagen handeln.
Zum ersten Mal gibt es das Album in einer Normal- und einer Deluxeversion. Diese bietet neben den 16 Liedern der einfachen Variante auch noch Liveaufnahmen, Songwriter-Demos (fertig komponierte, aber nicht fertig arrangierte Lieder mit Instrumenten; die A-Cappella-Ergebnisse sind auf der normalen CD), A-Cappella-Demos (frühe A-Cappella-Aufnahmen von teilweise auf der normalen CD veröffentlichten Liedern) sowie den zuvor schon als Download zur Verfügung gestellten Studiotrack „Brasil“.

## Entstehung
Achterbahn ist das erste Album der Band, welches ausschließlich von den Gruppenmitgliedern stammt, Produzent war Band-Neuzugang Andrea Figallo. Neben Daniel Dickopf steuerten auch Nils Olfert und Eddi Hüneke Lieder zum Album bei. Während die Aufnahme im Sägewerk-Studio in Hürth erfolgte, geschah die abschließende Mischung und das Mastering in Kalifornien durch Bill Hare.

## Titelliste
1. Achterbahn – 3:40
 (Musik: Daniel Dickopf / Text: Daniel Dickopf)
2. Ein dickes Ding – 2:21
 (Dickopf)
3. Ich bin wie ich bin – 3:09
 (Dickopf)
4. Das Sägewerk Bad Segeberg – 2:41
 (Dickopf)
5. Ein Engel – 3:39
 (Dickopf)
6. Ans Ende der Welt – 3:36
 (Nils Olfert, Erik Sohn / Dickopf)
7. Keine gute Idee – 3:28
 (Dickopf)
8. Lächeln lernen – 2:46
 (Dickopf)
9. Dein Blick – 2:35
 (Dickopf)
10. Generation Hörgerät – 3:56
 (Edzard Hüneke / Hüneke, Dickopf)
11. Antidepressivum – 2:51
 (Dickopf)
12. Ich kann nur den Refrain – 3:38
 (Nils Olfert / Dickopf)
13. Alles so schön bunt hier – 3:47
 (Dickopf)
14. Küss mich (feat. Jasmin Wagner) – 3:10
 (Hüneke, Sohn / Dickopf)
15. Dankbar für die Zeit – 4:04
 (Dickopf)
16. Immer für dich da – 3:19
 (Dickopf)

### Bonus-CD der Deluxe-Version
1. Der Bär groovt (Liveversion) – 3:15
2. Ich weiß nicht, was ich singe (Liveversion) – 5:27
3. Der Spargelstecher von Vögelsen (Liveversion) – 3:36
4. Sing! (Liveversion) – 4:21
5. Alles so schön bunt hier (Songwriter-Demo) – 3:33
6. Dein Blick (Songwriter-Demo) – 2:25
7. Generation Hörgerät (Songwriter-Demo) – 3:40
8. Immer für dich da (Songwriter-Demo) – 3:04
9. Frei (A-cappella-Demo) – 3:21
10. Achterbahn (A-cappella-Demo) – 3:30
11. Okay (A-cappella-Demo) – 3:04
12. Multiplex (A-cappella-Demo) – 5:56
13. Brasil – 2:52

## Rezeption

### Rezensionen
Radio-VHR äußerte sich lobend über die Produktion und das Mastering. Hier wird hervorgehoben, dass „der dicht gewebte Sound so fett [klingt], dass man beim Lauschen teils völlig vergisst, dass jeder einzelne Ton von menschlichen Stimmen stammt“.

### Chartplatzierungen
| ChartsChartplatzierungen | Höchstplatzierung | Wochen |
| ------------------------ | ----------------- | ------ |
| Deutschland (GfK)        | 2 (13 Wo.)        | 13     |
| Österreich (Ö3)          | 17 (1 Wo.)        | 1      |
| Schweiz (IFPI)           | 37 (1 Wo.)        | 1      |

| ChartsJahrescharts (2014) | Platzierung |
| ------------------------- | ----------- |
| Deutschland (GfK)         | 81          |